# Conclave de 1591
O Conclave de 1591 (27 a 29 de outubro) foi realizado após a morte do Papa Gregório XIV, em 16 de outubro daquele ano, depois de menos de um ano como papa. Isso deixou a Santa Sé vaga pela terceira vez em catorze meses. O conclave durou apenas três dias e elegeu o Papa Inocêncio IX.
Mesmo antes da morte do papa Gregório XIV, facções espanholas e anti-espanholas estavam buscando eleições para o próximo papa. A interferência de Felipe II de Espanha (r. 1556–1598) no conclave anterior não foi esquecida: ele havia barrado todos, exceto sete cardeais. Dessa vez, o partido espanhol no Colégio dos Cardeais não foi tão longe, mas ainda controlava a maioria e, após um rápido conclave, levaram Facchinetti à cadeira papal como Papa Inocêncio IX. Foram necessárias três cédulas para elegê-lo como papa. Facchinetti recebeu 24 votos no dia 28 de outubro, mas não obteve êxito na votação para ser eleito papa. Ele recebeu 28 votos em 29 de outubro na segunda votação, enquanto o terceiro o viu prevalecer.

## Cardeais votantes

Brasão papal de Sua Santidade o papa Inocêncio IX

| Consistóro                    | 1591 |
| ----------------------------- | ---- |
| Dezembro 1553                 | 1    |
| Consistórios de Júlio III     | 1    |
| Fevereiro 1561                | 4    |
| Março 1565                    | 3    |
| Consistórios de Pio IV        | 7    |
| Março 1566                    | 1    |
| Maio 1570                     | 3    |
| Consistórios de Pio V         | 4    |
| Novembro 1576                 | 1    |
| Março 1577                    | 1    |
| Fevereiro 1578                | 2    |
| Dezembro 1578                 | 1    |
| Dezembro 1583                 | 14   |
| Julho 1584                    | 1    |
| Consistórios de Gregório XIII | 20   |
| Maio 1585                     | 1    |
| Dezembro 1585                 | 4    |
| Novembro 1586                 | 8    |
| Agosto 1587                   | 1    |
| Dezembro 1587                 | 7    |
| Julho 1588                    | 1    |
| Dezembro 1588                 | 2    |
| Dezembro 1589                 | 4    |
| Consistórios de Sisto V       | 28   |
| Dezembro 1590                 | 1    |
| Março 1591                    | 4    |
| Consistórios de Gregório XIV  | 5    |
| Total                         | 65   |

| Criado por                 | Cardeais | Por Cento |
| -------------------------- | -------- | --------- |
| Papa Júlio III (JIII)      | 01       | 1,54 %    |
| Papa Pio IV (PIV)          | 07       | 10,77 %   |
| Papa Pio V (PV)            | 04       | 6,15 %    |
| Papa Gregório XIII (GXIII) | 020      | 30,77 %   |
| Papa Sisto V (SV)          | 028      | 43,08 %   |
| Papa Gregório XIV (GXIV)   | 05       | 7,69 %    |
| Total                      | 65       | 100 %     |

### Cardeais Bispos
| Nº | Nome                                    | Consistório    | Papa |
| -- | --------------------------------------- | -------------- | ---- |
| 1  | Alfonso Gesualdo                        | Fevereiro 1561 | PIV  |
| 2  | Innico d'Avalos d'Aragona, O.S.Iacobis. | Fevereiro 1561 | PIV  |
| 3  | Marco Antônio Colonna                   | Março 1565     | PIV  |
| 4  | Tolomeo Gallio                          | Março 1565     | PIV  |
| 5  | Gabriele Paleotti                       | Março 1565     | PIV  |
| 6  | Michele Bonelli, O.P.                   | Março 1566     | PV   |

### Cardeais Presbíteros
| Nº | Nome                                      | Consistório    | Papa  |
| -- | ----------------------------------------- | -------------- | ----- |
| 7  | Girolamo Simoncelli                       | Dezembro 1553  | JIII  |
| 8  | Markus Sitticus von Hohenems              | Fevereiro 1561 | PIV   |
| 9  | Ludovico Madruzzo                         | Fevereiro 1561 | PIV   |
| 10 | Giulio Antonio Santori                    | Maio 1570      | PV    |
| 11 | Girolamo Rusticucci                       | Maio 1570      | PV    |
| 12 | Nicolas de Pellevé                        | Maio 1570      | PV    |
| 13 | Pedro De Deza                             | Fevereiro 1578 | GXIII |
| 14 | Giovanni Vincenzo Gonzaga, O.S.Io.Hieros. | Fevereiro 1578 | GXIII |
| 15 | Giovanni Antonio Facchinetti              | Dezembro 1583  | GXIII |
| 16 | Alexandre Otaviano de Médici              | Dezembro 1583  | GXIII |
| 17 | François de Joyeuse                       | Dezembro 1583  | GXIII |
| 18 | Giulio Canani                             | Dezembro 1583  | GXIII |
| 19 | Anton Maria Salviati                      | Dezembro 1583  | GXIII |
| 20 | Agostino Valier                           | Dezembro 1583  | GXIII |
| 21 | Vincenzo Lauro                            | Dezembro 1583  | GXIII |
| 22 | Filippo Spinola                           | Dezembro 1583  | GXIII |
| 23 | Jerzy Radziwiłł                           | Dezembro 1583  | GXIII |
| 24 | Scipione Lancelotti                       | Dezembro 1583  | GXIII |
| 25 | Enrico Caetani                            | Dezembro 1585  | SV    |
| 26 | Giovanni Battista Castrucci               | Dezembro 1585  | SV    |
| 27 | Domenico Pinelli                          | Dezembro 1585  | SV    |
| 28 | Ippolito Aldobrandini, sênior             | Dezembro 1585  | SV    |
| 29 | Girolamo della Rovere                     | Novembro 1586  | SV    |
| 30 | Girolamo Bernerio, O.P.                   | Novembro 1586  | SV    |
| 31 | Antonio Maria Galli                       | Novembro 1586  | SV    |
| 32 | Costanzo da Sarnano, O.F.M.Conv.          | Novembro 1586  | SV    |
| 33 | Benedetto Giustiniani                     | Novembro 1586  | SV    |
| 34 | William Allen                             | Agosto 1587    | SV    |
| 35 | Scipione Gonzaga                          | Dezembro 1587  | SV    |
| 36 | Antonio Maria Sauli                       | Dezembro 1587  | SV    |
| 37 | Giovanni Evangelista Pallotta             | Dezembro 1587  | SV    |
| 38 | Juan Hurtado de Mendoza                   | Dezembro 1587  | SV    |
| 39 | Giovanni Francesco Morosini               | Julho 1588     | SV    |
| 40 | Agostino Cusani                           | Dezembro 1588  | SV    |
| 41 | Francesco Maria Del Monte                 | Dezembro 1588  | SV    |
| 42 | Mariano Pierbenedetti                     | Dezembro 1589  | SV    |
| 43 | Gregorio Petrocchini, O.E.S.A.            | Dezembro 1589  | SV    |
| 44 | Paolo Emilio Sfondrati                    | Dezembro 1590  | GXIV  |
| 45 | Ottavio Paravicini                        | Março 1591     | GXIV  |

### Cardeais Diáconos
| Nº | Nome                           | Consistório   | Papa  |
| -- | ------------------------------ | ------------- | ----- |
| 46 | André da Áustria               | Novembro 1576 | GXIII |
| 47 | Simeone Tagliavia d'Aragonia   | Dezembro 1583 | GXIII |
| 48 | Francesco Sforza               | Dezembro 1583 | GXIII |
| 49 | Alessandro Peretti di Montalto | Maio 1585     | SV    |
| 50 | Girolamo Mattei                | Novembro 1586 | SV    |
| 51 | Ascânio Colonna                | Novembro 1586 | SV    |
| 52 | Frederico Borromeu             | Dezembro 1587 | SV    |
| 53 | Guido Pepoli                   | Dezembro 1589 | SV    |
| 54 | Ottavio Acquaviva d'Aragona    | Março 1591    | GXIV  |
| 55 | Odoardo Farnese                | Março 1591    | GXIV  |
| 56 | Flaminio Piatti                | Março 1591    | GXIV  |

### Cardeais ausentes

#### Cardeais Presbíteros
| Nº | Nome                          | Consistório   | Papa  |
| -- | ----------------------------- | ------------- | ----- |
| 55 | Gaspar de Quiroga y Vela      | Dezembro 1578 | GXIII |
| 56 | Rodrigo de Castro Osorio      | Dezembro 1583 | GXIII |
| 57 | Charles II de Bourbon-Vendôme | Dezembro 1583 | GXIII |
| 58 | Philippe de Lenoncourt        | Novembro 1586 | SV    |
| 59 | Pierre de Gondi               | Dezembro 1587 | SV    |

#### Cardeal Diácono
| Nº | Nome                                       | Consistório   | Papa  |
| -- | ------------------------------------------ | ------------- | ----- |
| 60 | Albrecht VII Habsburg                      | Março 1577    | GXIII |
| 61 | Andrew Báthory                             | Julho 1584    | GXIII |
| 62 | Hugues Loubenx de Verdalle, O.S.Io.Hieros. | Dezembro 1587 | SV    |
| 63 | Carlo di Lorena                            | Dezembro 1589 | SV    |